# Calvin and the Colonel
Calvin and the Colonel fou una sèrie d'animació nord-americana sobre el coronel Montgomery J. Klaxon, una guineu astuta, i Calvin T. Burnside, un ós poc espavilat. El seu advocat era Oliver Wendell Clutch, que era una mostela. El coronel vivia amb la seua dona Maggie Belle i la seua germana Susan Culpepper, que no confiaven gens en el coronel. El coronel Klaxon es dedicava al negoci immobiliari, però sempre va intentar fer-se ric ràpidament amb l'ajuda involuntària de Calvin.

## Anàlisi
La sèrie era un remake animat del serial radiofònic Amos 'n' Andy, i comptava amb les veus de Freeman Gosden i Charles Correll, de la sèrie de ràdio original (de fet, diversos dels els guions de ràdio originals de Joe Connelly i Bob Mosher van ser adaptats per a la versió televisiva de la sèrie). L'ús d'animals va evitar els problemes racials delicats que havien portat a la caiguda d'Amos 'n' Andy.
Per mor de la baixa audiència, el programa es va cancel·lar al cap de dos mesos, però va tornar dos mesos després els dissabtes de vesprada per completar el contracte de la primera temporada (i per complir l'acord de Lever Brothers per patrocinar el programa; ja que originalment van patrocinar The Amos 'n' Andy Show a la ràdio durant la dècada del 1940). Durant un any després es van fer repeticions els dissabtes al matí i, finalment, es van sindicar durant la dècada del 1960. També va ser adaptat com a còmic per Dell Comics i el primer dels dos números va ser l'última entrega de la sèrie antològica Four Color de la companyia. Tot i les baixes audiències a Amèrica, la sèrie va guanyar popularitat a Austràlia durant la seua emissió final, amb reposicions emeses a Channel 7 fins a finals dels anys huitanta.
Una breu seqüència del programa es va veure en un plató de televisió en un episodi de 1966 de The Munsters ("A Visit From Johann"), que també va ser produït per Connelly i Mosher.
Igual que altres programes de sitcom animats de l'època (The Flintstones, Top Cat i The Jetson), la sèrie tenia una pista de riure als episodis.